# Székelyudvarhelyi tudományos könyvtár
Székelyudvarhelyi tudományos könyvtár – Székelyudvarhelynek különösen fontos intézménye, évszázadokon át alakult szellemi horizontjának tükre a Haáz Rezső Múzeum Tudományos Könyvtára. Ezt a dokumentációs könyvtárat az 1600-as évek derekáig visszavezethető múltú, 1948-ban államosított Római Katolikus Főgimnázium és Református Kollégium, az egykori Állami Főreáliskola, valamint az Állami Kő- és Agyagipari Szakiskola tanári könyvtárainak állagából 1958–59-ben Jakó Zsigmond és diákjai, majd 1961–91 közötti könyvtárosa, Hubbes Éva alakította ki.

## A könyvtári állományról
A mai állományának több mint egykilencedét jelentő 8300 régi könyv hazai osztályozás szerint a következőképpen oszlik meg: közel 2600 könyv (31%) 1700 előtt megjelent, közel 4500 kötet (54%) 1701–1800 között megjelent külföldi kiadvány, míg 11,5%-ot kitevő majdnem 950 könyv hazai (erdélyi) nyomtatvány. Kéziratot 245-öt (Benkő József: Transsilvania specialis, Magyarósi Szőke József: Geometria, Bethlen János: Rerum Transsylvanicarum, stb.), ősnyomtatványt hármat tartunk nyilván (1489-, 1490- és 1492-ből). A külföldi könyvek között olyan híres könyvnyomtatók és kiadók termékeivel találkozhatunk, mint az amszterdami Hondius, Jansonius és Elzevir, az antwerpeni Bontius, a bázeli Bertschius, Frobenius és Oporinus, a genfi Crispinus, a hannoveri Wechelius, a kölni Hieratus, a londoni Bolifantus vagy a velencei Aldinus nyomtatványai. A hazaiak zömét (kb. 72%) Kolozsváron nyomtatott kiadványok jelentik, a többi: szebeni (15%), nagyváradi (4%), enyedi (3,1%), gyulafehérvári, marosvásárhelyi (2–2%), illetve egyre csökkenő arányban csíksomlyói, brassói, nagykárolyi, besztercei, balázsfalvi kiadvány. Az 1711-ig nyomtatott régi magyar kiadványok feltárása megtörtént, és ennek adatai már beépültek a Régi Magyarországi Nyomtatványoknak a budapesti Akadémiai Kiadónál eddig megjelent köteteibe. Az Országos Széchényi Könyvtár régi könyvekkel foglalkozó szakembereivel együttműködve az 1711 utáni kiadványok feltárása és leírása során több nagyon ritka, sőt néhány bibliográfiailag ismeretlen jellegű nyomtatvány vált ismertté.
A mai Tudományos Könyvtárba került 1961 után a Római Katolikus Gimnázium tanári könyvtárából származó mintegy 15 000 kötet is, köztük az 1526–1528 körül keletkezett Székelyudvarhelyi Kódex, melyet az 1989-es rendszerváltozás óta a katolikus parókián őriznek restaurált állapotban. (A Magyar Nyelvtudományi Társaság gondozásában Budapesten 1993-ban jelent meg hasonmás kiadása.) A könyvtár gazdag lap- és folyóirat-gyűjteménnyel rendelkezik, köztük helyi kiadásúakkal is, s ez az anyag értékes forrása a helytörténeti kutatásoknak. A könyvtári rend egykori helyreállítójának – Jakó Zsigmond professzornak – köszönhetően a két nagy (református és katolikus) gyűjtemény 1979-ben kiegészült a kolozsvári egyetemi könyvtár egyik aligazgatójának – Tóth Kálmánnak – az erdélyi unitarizmussal, zsidósággal, a két világháború közti erdélyi magyar könyvkiadással kapcsolatos gazdag magángyűjteményével.
1990 után számos helyi magángyűjtemény (Pál István, Vofkori József, Vofkori László) adományrészei gazdagították az állományt. Ezek közül kiemelkedő helyet foglal el Mátéffy Béla helybeli, a 20. századot átélő tanár adománykönyvtára. A valamikori kis kollégiumi könyvtár ma már ezen gyűjtemények együtteseként – 79 000 címével – vált közismertté és kutatás tárgyává itthon és nemzetközi síkon egyaránt. Napjainkban az elődök áldozatos munkája révén megőrzött könyvtár bekapcsolódott a nemzetközi vérkeringésbe. Gazdag iskolai értesítő gyűjteménye révén az Országos Pedagógiai Könyvtár és Múzeum irányításával Kárpát-medencei iskolatörténeti adatbázis készül(t). Partnerségben az OSZK Magyar Elektronikus Könyvtárával digitalizálásra kerül számtalan ritka vagy tágabb érdeklődésre számot tartó, a(z erdélyi) magyarság sorstörténetét érintő kiadvány. Korszerű könyvtári adatfeldolgozó programnak (Szirén) köszönhetően folyamatosan bővül elektronikus katalógusa is. A könyvtár kínálta lehetőségekkel élve, több könyv(tár)történeti időszakos kiállítás keretei közt ismerkedhetett a közönség az évszázadokon átívelő magyar és külföldi kultúrával: 
- Reklám és üzlet a 20. századelő Székelyudvarhelyén (1994);
- Erdély Orszagnac regi typographiái… (a Csíki Székely Múzeummal közösen, 1995);
- Erdély címerekben (2000);
- A betűk varázsa – régi iniciálék (2001);
- Lapos világ. Erdélyi, székelyföldi térképek, 17–18. századi térképillusztrációk (2002);
- Vallásos könyvek illusztrációi (2002);
- Ólomvirágok – nyomdász-ornamentikák (2004);
- 18–19. századi nyomtatott színes (előzék)papírok (2008);
- Békesség Istentől. A székelyföldi reformáció évszázadai (2008).

Az itt felhalmozott értékes könyvek érdeklődésre tartanak számot itthon és bárhol Európában.